# Den nordliga dimensionen
Den nordliga dimensionen  är ett  mellanstatligt samarbete mellan  Europeiska unionen, Ryssland, Norge och Island. Geografiskt täcker den nordliga dimensionens område nordvästra Ryssland, Östersjön och Europas arktiska områden, inklusive Barents hav-området.
Syftet med den nordliga dimensionen är att genom praktiskt arbete stöda stabilitet, välfärd och hållbar utveckling inom området. Förutom det mellanstatliga samarbetet har den nordliga dimensionen även utvidgats till att gälla samarbete mellan universitet och forskningsinstitutioner samt näringslivet.
Samarbetsform för den nordliga dimensionen är partnerskapsmodellen.  Det finns fyra partnerskap:
1. miljöpartnerskapet
2. partnerskapet för hälsa och socialt välbefinnande
3. trafik- och logistikpartnerskapet
4. kulturpartnerskapet

Andra verksamhetsformer är den nordliga dimensionens institut och den nordliga dimensionens företagsråd.
Partnerländernas parlamentariker möts vartannat år i Nordliga dimensionens parlamentarikerforum för att främja verksamheten.
Den nordliga dimensionens finansieringsprincip är samfinansiering. Finansiering kommer förutom från de deltagande länderna också från EU:s finansieringsinstrument och -program samt från internationella finansieringsinstitut.